# Энгя-Сайылыга
Энгя-Сайылыга (якут. Эҥэ Сайылыга) — село в Верхоянском улусе Якутии России. Входит в состав Адыччинского наслега.

## География
Село находится в северной части Якутии, на берегу реки Адыча и озера Ойбон-Кюеле, на расстоянии 66 км от административного центра улуса — посёлка Батагай и 20 км от центра наслега — села Бетенкёс.
Климат
Климат характеризуется как резко континентальный, с продолжительной морозной малоснежной зимой и коротким прохладным летом. Средняя температура воздуха самого тёплого месяца (июля) составляет 16-17 °C; самого холодного (января) −38 −48 °C. Среднегодовое количество атмосферных осадков составляет 150—300 мм. Снежный покров держится в течение 215—235 дней в году.

## История
Согласно Закону Республики Саха (Якутия) от 30 ноября 2004 года N 173-З N 353-III село вошло в образованное муниципальное образование Адыччинский наслег.

## Население
| 2002 | 2010 | 2021 |
| ---- | ---- | ---- |
| 1    | ↗6   | ↘0   |

Национальный состав
Согласно результатам переписи 2002 года, в национальной структуре населения якуты составляли 100 % из 1 чел.
По данным 2021 года в населенном пункте нет постоянных жителей. 

## Улицы
В селе имеется одна улица: Колхозная. 

## Экономика
Развито мясо-молочное скотоводство.